# 丸屋平次郎
丸屋 平次郎（まるや へいじろう、生没年不詳）は江戸時代末期から明治時代にかけての江戸の地本問屋である。

## 来歴
丸平、慶寿堂と号す。丸屋久四郎の養子。慶応年間から明治にかけて日本橋榑正町において地本問屋を営業している。歌川芳盛、3代目歌川広重、歌川芳藤、歌川芳虎、2代目歌川国輝の錦絵を出版している。

## 作品
- 歌川芳盛 『武田上杉大合戦』
- 歌川重政（3代目歌川広重） 『フランスの名医足病療治』 慶応2年
- 2代目歌川国輝 『東都日本橋大隊練行之図』 大判3枚続 慶応3年
- 歌川芳藤 『諸人成田山参詣之図』 大判2枚続 錦絵 明治1年
- 3代目歌川広重 『伊勢名勝宇治橋の図』 大判3枚続 錦絵 明治2年
- 3代目歌川広重 『尾張町之図』
- 3代目歌川広重 『東京名勝』 揃物
- 歌川芳虎 『東京築地舶来ぜんまい大仕かけきぬ糸を取る図』 大判3枚続 錦絵 明治5年